# José Dias de Oliveira da Cunha de Viamonte
José Dias de Oliveira da Cunha de Viamonte (Porto, 2 de Janeiro de 1839 - Leiria, Leiria, 24 de Janeiro de 1891), 2.º Barão de Viamonte da Boavista, foi um jornalista, advogado, empresário agrícola e político português.

## Família
Filho de José Joaquim de Oliveira de Viamonte, 1.º Barão de Viamonte da Boavista, e de sua mulher Silvina Severa da Cunha.

## Biografia
Formou-se em Direito, na Faculdade de Direito da Universidade de Coimbra, em 1859. No quarto ano jurídico fundou e redigiu A Liberdade, jornal político, que, pela sua atraente apresentação, parecia ser redigido por quem tivesse já longa experiência jornalística. Colaborou também em várias outras publicações de Coimbra e Porto, entre as quais a Página da Universidade, célebre livro-panfleto de Vieira de Castro. Abriu banca de Advogado no Porto, onde se conservou pouco tempo, pois em 1860 mudou a sua residência para Leiria, onde se fixou durante os restantes anos da sua vida. Nesta cidade fundou O Leiriense (segundo deste nome), jornal político aparecido a 2 de Janeiro de 1863, e que teve uma vida bastante acidentada. Exercendo a advocacia, onde conquistou um lugar de relevo, mercê do seu talento e das suas aptidões profissionais, dedicou-se também à agricultura, para o que estabeleceu a sua residência na Quinta dos Andrinos, a pouca distância de Leiria - importante propriedade herdada de seu sogro. Aí promoveu o aperfeiçoamento e a ampliação da cultura agrícola a tal ponto que os respetivos produtos, especialmente frutas, alcançaram grande fama em toda a região. Filiado no Partido Regenerador, passou mais tarde para o Partido Progressista por ter querido acompanhar o 1.º Visconde de Melício, com quem tinha grandes relações de amizade. Em 1878 conseguiu para o Partido Progressista, nessa altura na oposição, uma retumbante vitória eleitoral sobre o candidato Regenerador e Deputado pelo Círculo Eleitoral de Leiria. No ano seguinte, o Governo Progressista nomeou-o Governador Civil do Distrito de Leiria, cargo que voltou a desempenhar dez anos mais tarde. Em 1884, em renhidíssimas eleições por ele dirigidas em todo o Distrito de Leiria, conquistou um lugar na Câmara dos Deputados, como representante de Pombal. No ano da sua morte a Câmara Municipal de Leiria deu o seu nome à antiga Rua Direita e colocou uma lápide na casa em que faleceu. Foi Fidalgo da Casa Real, etc.
Foi o fundador, em 8 de dezembro de 1873, da SAMP - Sociedade Artística Musical dos Pousos, instituição que ainda hoje existe e é de importância vital para o panorama musical regional e nacional.
O título de 2.º Barão de Viamonte da Boavista foi-lhe renovado por Decreto de D. Pedro V de Portugal de 24 de Julho de 1860. Armas: escudo esquartelado: 1.º Dias [de vermelho, uma aspa de ouro, e bordadura de ouro, carregada de oito aspas de vermelho]; 2.º de Oliveira, 3.º da Cunha e 4.º Fernandes; timbre: Dias [como acima]; Coroa de Barão; concessão por Carta de D. Maria II de Portugal de 17 de Fevereiro de 1849.

## Casamento
Casou a 19 de Novembro de 1859 com Augusta Amélia de Faria Pinho e Vasconcelos Soares de Albergaria (24 de Outubro de 1839 - ?), filha de Manuel José de Pinho Soares de Albergaria, 1.º Barão do Salgueiro, e de sua mulher Maria Benedita de Faria Pereira de Vasconcelos, sem geração.